# География на Малайзия
Малайзия е държава в Югоизточна Азия, заемаща южните части на полуостров Малака и северните части на остров Калимантан. Площта ѝ е 330 290 km². Населението към 1 януари 2020 г. е 32 730 000 души. Столица е град Куала Лумпур.

## Географско положение, граници, големина, брегове
Малайзия е държава в Югоизточна Азия, състояща се от две разделени от Южнокитайско море части: Западна Малайзия (Малая) в южната част на полуостров Малака и Източна Малайзия (Саравак и Сабах) заемаща северните части на остров Калимантан. Западна Малайзия на север граничи с Тайланд (дължина на границата – 420 km), като на запад и югозапад Малакския проток я отделя от остров Суматра, а на юг тесния Джохорски проток (с дължина 55 km), през който е изграден мост – от Сингапур. Източна Малайзия граничи на юг и югоизток с Индонезия (дължина на границата 1380 km) и на североизток – с Бруней (380 km). Обща дължина на границите (само сухоземни) 2180 km. В тези си граници заема площ от 330 290 km², в т.ч. Западна Малайзия – 131 800 km², Източна Малайзия – 198 490 km². Бреговете на Малайзия са слабо разчленени, предимно ниски, често заблатени, а по североизточното крайбрежие на остров Калимантан обкръжани от коралови рифове.
Крайни точки:
- на север – остров Банги, северно от Калимантан 7°21’46” с.ш.
- на юг – граница с Индонезия 0°51’14” с.ш.
- на запад – остров Лангкави в Андаманско море 99°38’26” и.д.
- на изток – източен бряг на остров Калимантан 119°16’09” и.д.

## Природа

### Релеф
Голяма част от повърхността на полуостров Малака е заета от хълмове, ниски и средно високи планини (Керба (2184 m) и др.), простиращи се от север-северозапад на юг-югоизток, с височина 1000 – 2000 m, максимална връх Тахан (2180 m). изградени са от гранити, кварцити, варовици, глинести шисти, а разделящите ги надлъжни долини са запълнени с рохкави наслаги. Покрай югозападните и североизточните брегове на полуострова се простират алувиални низини, с ширина до 90 km, които в значителната си част са заблатени.
Покрай северните брегове на остров Калимантан с прекъсвания са разположени крайбрежни низини, които навътре в острова се сменят с хълмове и планински хребети (Сапуас Хулу, Хосе, Иран, Дулит, Апо Дуат и др.) с височина 2000 – 2400 m, изградени основно от гранити, кристалинни шисти и пясъчници. В североизточната част на Калимантан на протежение около 250 km юг югозапад на североизток се простира крайбрежната планина Крокер, в североизточната част на която се издига масива Кинабалу с едноименния си връх Кинабалу (4095 m), най-високата точка не само на Малайзия, но и на целия Малайски архипелаг.

### Геоложки строеж, полезни изкопаеми
За геоложкия строеж и полезните изкопаеми на Малайзия виж в статиите за полуостров Малака и остров Калимантан.

### Климат
Климатът в южните части на полуостров Малака и на остров Калимантан е екваториален, а на север – субекваториален. Средната месечна температура на въздуха през цялата година се изменя незначително (в равнините от 25°С до 28°С), а денонощната амплитуда достига до 15°С. В крайбрежните райони на страната годишната сума на валежите е 2000 – 2500 mm, в планините – на места до 4000 mm, а по склоновете на масива Кинабалу – над 5000 mm. Обичайно валежите падат предимно под формата на поройни дъждове. Те са обилни целогодишно в централните и северните райони, със слабо изразен максимум от ноември до януари и минимум през лятото. Равнинните територии на страната се характеризират с постоянно висока влажност на въздуха.

### Води
Речната мрежа на Малайзия е гъста, реките са сравнително къси, но пълноводни целогодишно. Най-големите реки са на остров Калимантан – Кинабанган (564 km), Раджанг (563 km), Барам (400 km). На полуостров Малака реките са по-къси (най-дълга е Паханг със своите 459 km). На някои от тях долните им течения са плавателни за местно корабоплаване, а делтите им често са заблатени.

### Почви, растителност, животински свят
Преобладаващите почви в Малайзия са оподзолените латерити, а в равнинните райони – алувиалните. Около 3/4 от територията ѝ (предимно в равнините и по склоновете на планините на височина до 1500 m) е покрита с вечнозелени влажни тропически гори. За тях е характерно голямото видово разнообразие с преобладаване на палми, дървовидни папрати, пандануси, бамбук. Нагоре в горите са появяват дървета, свойствени за субтропичния пояс (вечнозелен дъб, лаврово дърво, рододендрони и др.), а в относително сухите вътрешнопланински котловини – редки горички от ксерофитни храсти. По крайбрежието има участъци заети от мангрови гори, обичайно сменящи се с отдалечаването от морския бряг с горички от ниските палми напа. По най-високите части на планинските масиви (Кинабалу и др.) горите се сменят с ливади и пасища.
Животинският свят на страната се отнася Индо-Малайската зоогеографска област. Той е много разнообразен, като преобладават горските видове. От големите животни се срещат слонове, двуроги носорози, хималайски мечки, тигри, пантери, диви говеда, човекообразни маймуни (орангутан и гибон). Характерни са още тапири, крокодили, питони (с дължина 8 – 10 m), а от дървестните бозайници – тупаи и полумаймуни.

### Природни райони
Територията на Малайзия се поделя на два основни природни района:
- Полуостров Малака – с преобладаване на хълмистите и нископланинските масиви, обрасли с тропически гори;
- Остров Калимантан – съчетание от заблатени низини, средно- и високопланински масиви, пищна тропическа растителност и обособяване на височинна поясност на ландшафтите.[1]